# Eric van 't Zelfde
Eric van 't Zelfde (Schiedam, 1972) is een Nederlandse schoolrector en televisiepresentator.

## Rector
Van 't Zelfde was van 2009 tot 2016 rector van de OSG Hugo de Groot in Rotterdam. Daarover schreef hij het boek Superschool. Van 2016 tot 2019 was hij rector van het Lyceum Oudehoven in Gorinchem. Sinds augustus 2019 was Van 't Zelfde werkzaam als directeur op het College De Brink in Laren. In januari 2023 maakte hij op zijn LinkedIn bekend rector te zijn geworden bij het Drachtster Lyceum. Wegens interne conflicten besloot hij daar op te stappen. Sinds januari 2024 werkt hij als sociaal werker bij de Pauluskerk in Rotterdam.

## Media

### Televisie
Van 't Zelfde is ook bekend van televisie. Hij is meerdere keren te gast geweest in programma's als De Wereld Draait Door en Jinek.  In seizoen winter 2018-2019 deed Van 't Zelfde mee aan De Slimste Mens. Hij viel in de finale van zijn eerste aflevering af, nadat hij tweede van de aflevering werd.
Vanaf 2017 nam Van 't Zelfde deel aan het programma Dream School. Samen met Lucia Rijker is zijn rol is om een groep leerlingen te ondersteunen die voor verschillende redenen zijn vastgelopen in hun leven. 

### Film
In het najaar van 2024 was Van 't Zelfde te zien in de bioscoopfilm Opa Cor.

## Politiek
Van 't Zelfde was lijstduwer voor de Partij van de Arbeid tijdens de Tweede Kamerverkiezingen 2017.